# Оррео

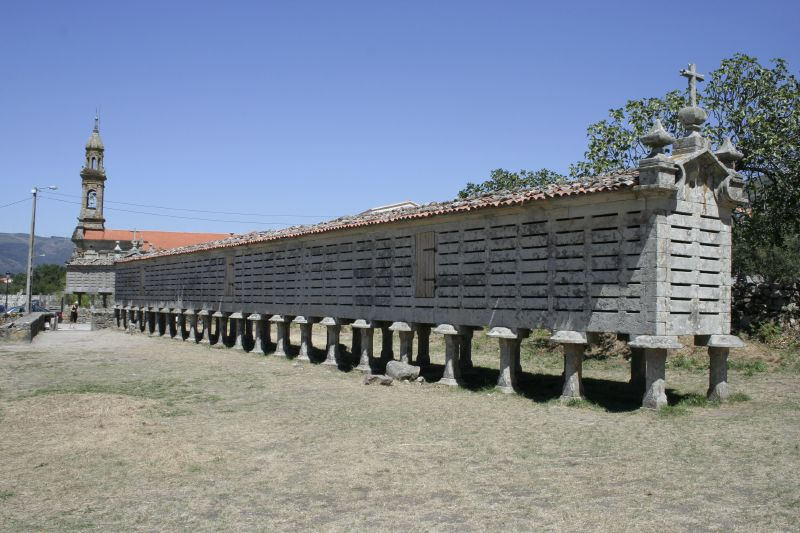
Галісійський оррео у Карноті

Оррео (ісп. Hórreo) — тип зерносховища на півночі Піренейського півострова. Це споруда, піднята над землею за допомогою колон (pegollos на астурійській, esteos на галісійській, abearriak на баскській), що закінчується особливими каменями (vira-ratos або tornarratas галісійською, mueles астурійською, zubiluzea баскською). Таким чином забезпечувався захист від гризунів та вологи.
Назва «оррео» походить від латинського слова horreum, що означає склад або комору.

## Географія

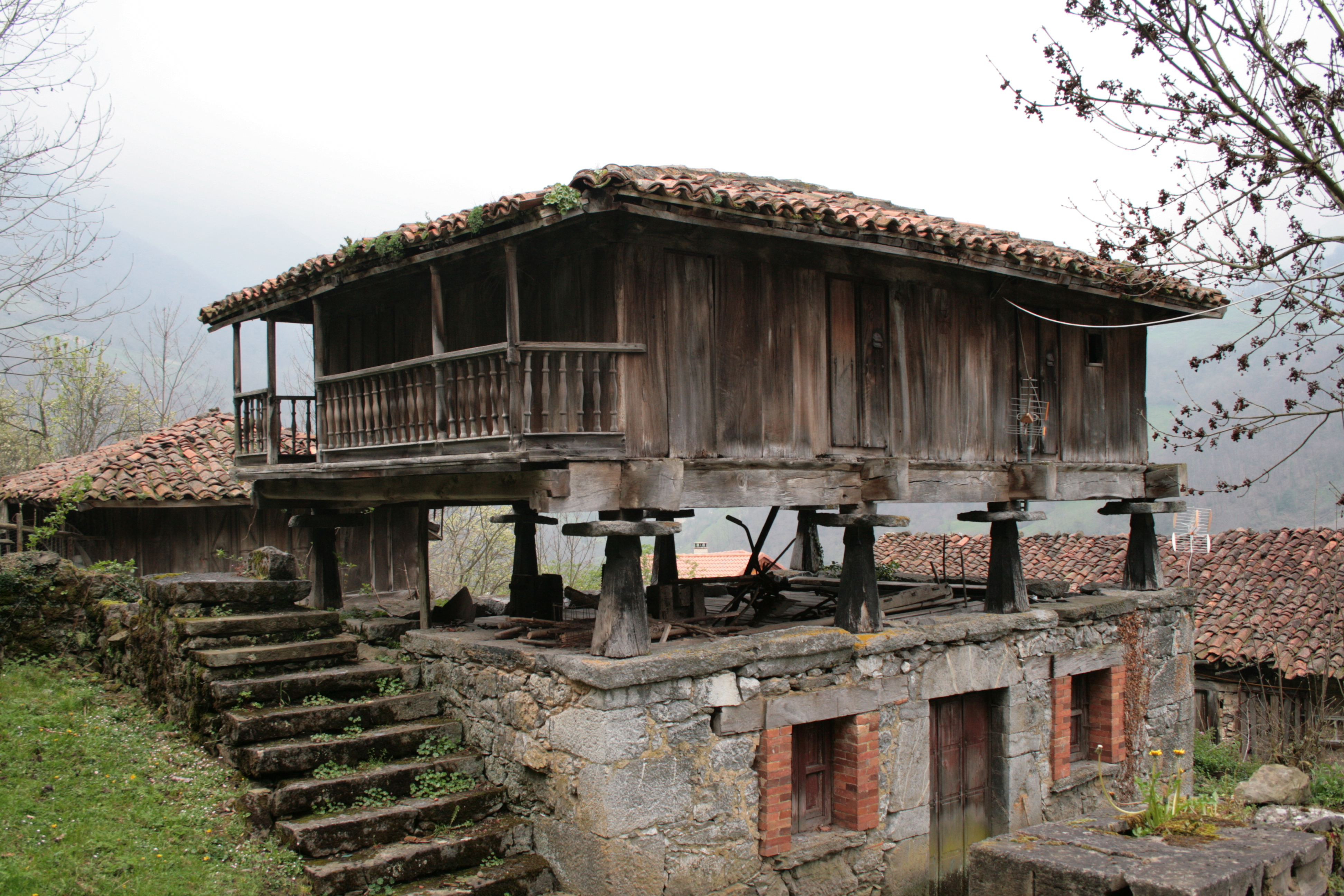
Астурійська панера в Пола де Лена

Хоча структура оррео завжди залишалася незмінною, назва, будова даху, стовпів та каміння, декоративні елементи могли відрізнятися залежно від регіону. Так, в Астурії виділяють два типи — орру (horriu або horru) і панера (panera). Орру являв собою будову прямокутної форми, яку підтримували чотири стовпи — pegollos. На відміну від нього панера мала шість і більше стовпів, а також вальмовий дах (у орру — шатровий або двосхилий).
На території Галісії залежно від району оррео називаються по-різному: hórreo або hórrio, cabazo, cabozo, canasto, cabaceiro, та інші. Довжина комор може досягати кількох десятків метрів. Саме тут знаходяться Карнотське оррео, довжиною близько 35 м, та оррео Араньо (близько 37 м). Підтримуючі колони — esteos, біля землі упиралися в кам'яний tornaformigas, невеликий рів якого перешкоджав попаданню комах (мурах). У Пуентесесо, Карбальо та інших муніципалітетах зустрічаються оррео, що мають celeirós — підтримуючі колони були замінені чотирма стінами, утворене ними приміщення використовували як комору. Стіни, які не створювали закритого внутрішнього простору (наприклад, були тільки з двох сторін, або мали арки), називалися cepas. У Туї, Томіньо та Табоада можна зустріти оррео, один скат даху яких підтримується стовпами.
На території Кантабрії оррео нагадують астурійські (астурійського типу), являючи собою будову з шатровим або двосхилим дахом, що підтримується над землею чотирма палями з дуба. На місцевому діалекті називалися horriu або hurriu. У муніципалітеті Ерреріас знаходиться єдина панера (la panera de Cades).
У Країні Басків оррео називали garaia (gereixa, garaya).